# Metasia albicostalis
Metasia albicostalis là một loài bướm đêm trong họ Crambidae.